# Национално знаме на Централноафриканската република
Националното знаме на Централноафриканската република е одобрено на 1 декември 1958 г. Знамето е дело на първия президент, който е бил про-френски настроен. Затова червения, синия и белия цвят от френския трикольор са комбинирани с панафриканските цветове червен, зелен и жълт. Червеният цвят символизира кръвта на хората пролята за да се постигне независимостта и кръвта, която ще бъде пролята за да се защити народа. Синия цвят символизира небето и свободата. Белия цвят символизира мир и достойнство. Зеления изразява надежда и вяра, а жълтия толерантност.